# Dimetil-sulfat
Dimetil-sulfat (di-2 + metil + sulfat; C2H6O4S, Me2SO4, DMSO4, (CH3O)2SO2) je bezbojna uljasta tekućina.

## Svojstva
Topljiva je u alkoholu, eteru, acetonu i benzenu, slabije u vodi. Pare su joj otrovne, a na koži uzrokuje upale.

## Dobivanje
Metanol i sumporna kiselina daju dimetil sulfat iz kojega se kasnije izvuće voda s kalcijevim kloridom:
2 CH3OH + H2SO4 --> (CH3)2SO4 + 2 H2O

## Upotreba
Rabi se kao sredstvo za metiliranje, u proizvodnji lijekova i pesticida, te kao otapalo u razdvajanju (separaciji) mineralnih ulja.